# North Wembley
North Wembley est une zone anglaise située au nord-ouest de Londres, dans le borough londonien de Brent.